# HH–43 Huskie
A Kaman HH–43 Huskie egy helikopter, melyet az Amerikai Egyesült Államok Légiereje, Haditengerészete és Tengerészgyalogsága használt az 1950-es évektől az 1970-es évekig. Elsősorban légijárművek tűzoltására és mentésre használták repülőterek közelében, később viszont rövid hatótávolságú légi kereső és mentő járműként alkalmazták a vietnámi háború során. 1962 előtt a korabeli jelölési rendszer alapján HTK, HOK vagy HUK jelölést viselt a típus, feladatkörétől függően (kiképző, megfigyelő, kiszolgáló).

## Tervezés és fejlesztés
A Huskie-hoz egy szokatlan egymásba forgó forgószárnyrendszert használtak. Az első prototípus 1947-ben emelkedett a levegőbe, az Amerikai Egyesült Államok Haditengerészete pedig dugattyús motorral rendszeresítette. 1954-ben egy kísérlet során egy HTK–1 helikoptert módosítottak; dugattyús motorja helyére két gázturbinás hajtóművet szereltek, ezzel a világ első ikergázturbinás helikopterét létrehozva. Később a Légierő az egy gázturbinával készült HH–43B és F jelölésű változatot rendszeresítette.

## Üzemeltetés
A helikoptert bevetették a vietnámi háborúban, ahol a „Pedro” hívójellel látták el. Egyedi kialakításának köszönhetően a háború alatt a HH–43 Huskie több mentőküldetést repült, mint az összes többi repülőgép összesen. A HH–43-ast az 1970-es évek elején szorította ki egy újabb típus.

## Változatok
- XHTK–1 – Két darab kétüléses gép készült tesztelési célra.
- HTK–1 – Háromüléses sorozatgyártott változat, melyet a Haditengerészet számára gyártottak, későbbi jelölése a TH–43A, 29 darab készült.
- HTK–1G – Tesztpéldány az Amerikai Egyesült Államok Partiőrsége számára, egy darab készült.
- HTK–1K – Egy darab röpképtelen tesztpéldány.
- XHOK–1 – A Tengerészgyalogság számára készített prototípus, két darab készült.
- HOK–1 – A Tengerészgyalogság számára készített változat egy 600 lóerős R–1340–48 Wasp hajtóművel, későbbi jelölése OH–43D, 81 darab készült.
- HUK–1 – A HOK–1 haditengerészet számára készített változata R–1340–52 hajtóművel, későbbi jelölése UH–43C, 24 darab készült.
- H–43A – A HOK–1 Légierő számára készített változata, későbbi jelölése HH–43A, 18 darab készült.
- HH–43A – A H–43A 1962 utáni jelölése.
- H–43B – H–43A egy 860 lóerős T–53–L–1B hajtóművel, három férőhellyel és mentőfelszereléssel, későbbi jelölése HH–43B, 200 darab készült.
- HH–43B – A H–43B 1962 utáni jelölése.
- UH–43C – A HUK–1 1962 utáni jelölése.
- OH–43D – A HOK–1 1962 utáni jelölése.
- TH–43E – A HTK–1 1962 utáni jelölése.
- HH–43F – HH–43B egy 825 lóerős T–53–L–11A hajtóművel, csökkentett rotorátmérővel, 42 darabot gyártottak, illetve alakítottak át a HH–43B-ből.
- QH–43G – Egy OH–43D változatot alakítottak át pilóta nélküli repülőgéppé.

## Üzemeltetők
- Amerikai Egyesült Államok
- Irán
- Kolumbia
- Marokkó
- Mianmar
- Pakisztán
- Thaiföld

## Műszaki adatok (HH-43F)

### Geometriai méretek és tömegadatok
- Hossz: 7,6 m
- Főrotor átmérő: 14,3 m
- Magasság: 5,18 m
- Maximális felszállótömeg: 4150 kg

### Hajtóművek
- Hajtóművek száma: 1 darab
- Típusa: Lycoming T53 gázturbina
- Teljesítmény: 640 kW (860 LE)

### Repülési jellemzők
- Maximális sebesség: 190 km/h
- Normál utazósebesség: 169 km/h
- Maximális hatótávolság: 298 km
- Szolgálati csúcsmagasság: 7620 m

### Kapcsolódó fejlesztés
- K-MAX
- K-1125

### Hasonló helikopterek
- FI 282

## Fordítás
- Ez a szócikk részben vagy egészben  a   Kaman HH-43 Huskie című angol Wikipédia-szócikk ezen változatának fordításán alapul.  Az eredeti cikk szerkesztőit annak laptörténete sorolja fel. Ez a jelzés csupán a megfogalmazás eredetét és a szerzői jogokat jelzi, nem szolgál a cikkben szereplő információk forrásmegjelöléseként.